# Coline Mattel
Coline Mattel, född 3 november 1995, är en fransk backhoppare. Hennes främsta meriter hittills är hennes bronsmedaljer vid VM 2011 och vinter-OS 2014. Hon representerar Les Contamines Montjoie.

## Karriär

### Tidiga år
Coline Mattel debuterade internationellt i kontinentalcupen i Schonach im Schwarzwald i Tyskland 17 februari 2007, 11 år gammal. Hon blev nummer 37 i debuttävlingen. Kontinentalcupen var då högsta nivå i backhoppning för damer. Måneden efter tävlade hon i junior-VM i Tarvisio i Italien. Där blev hon nummer 18. Under junior-VM 2008 i Zakopane i Polen blev hon nummer 31. Mattel fick sin första placering bland de tio bästa i en deltävling i kontinentalcupen 21 januari 2009 i italienska Toblach (italienska: Dobbiaco).
Mattel vann sin första medalj i junior-VM 2009 i Štrbské Pleso i Slovakien då hon vann bronsmedaljen. Första gången som backhoppning för kvinnor fanns med i världsmästerskapen var vid VM 2009 i Liberec. Lindsey Van från USA vann första världsmästerskapen i backhoppning för damer, före Ulrike Grässler från Tyskland och Anette Sagen från Norge. Mattel blev nummer fem 22,5 poäng efter segraren och 18,0 poäng från prispallen. Hon var då 13 år gammal.

### 2010–2012
23 januari 2010 i Schönwald-Sconach var Mattel första gången på prispallen i en deltävling i kontinentalcupen då hon blev tvåa efter Daniela Iraschko från Österrike. Veckan efter tävlade hon i junior-VM i Hinterzarten i Tyskland. Där vann hon silvermedaljen, 9,5 poäng efter Elena Runggaldier från Italien. 
Colin Mattel tävlade 3 säsonger i kontinentalcupen. Säsongen 2010/2011 var den bästa. Då blev hon tvåa, bara slagen av Daniela Iraschko. Hun vann sommar-cupen sammanlagt 2011. Tillsammans har Mattel delsegrar i kontinentalcupen. Den första segern kom 18 december 2010 i Notodden i Norge. I junior-VM 2011 i Otepää i Estland vann hon guldmedaljen före slovenskan Špela Rogelj och Yūki Itō från Japan.
Mattel tävlade i sitt andra skid-VM i Oslo i Norge 2011. Där vann hon bronsmedaljen, 20,2 poäng efter segrande Daniela Iraschko och 7,4 poäng efter Elena Runggaldier. Under junior-VM 2012 i Erzurum i Turkiet blev hon nummer 6 i den individuella tävlingen, 35,5 poäng efter segrande Sara Takanashi från Japan. I lagtävlingen blev Mattel nummer fem tillsammans med sina franska lagkamrater.
Säsongen 2011/2012 startade världscupen i backhoppning för kvinnor. Mattel debuterade i världscupen i Lillehammer i Norge 3 december 2011. Då blev hon nummer 2 efter Sarah Hendrickson från USA. Hon kom på en 10:e plats sammanlagt i den första världscupen för damer. Sarah Hendrickson vann världscupen totalt.
Coline Mattel blev fransk mästare i backhoppning 2012.

### 2013–
11 februari 2014 blev Mattel trea i backhoppningstävlingen i olympiska spelen i Sotji.